# Louis Jordan
Louis Jordan (Brinkley, 8 de julio de 1908-Los Ángeles, 4 de febrero de 1975) fue un saxofonista, pianista, cantante y líder de orquesta estadounidense de blues, uno de los pioneros del rhythm and blues.Conocido como "el Rey de la Jukebox", alcanzó su perfil más alto hacia el final de la era del swing.

## Biografía
Jordan nació el 8 de julio de 1908 en Brinkley, Arkansas. Su padre, James Aaron Jordan, era profesor de música y director de la Brinkley Brass Band y de la orquesta Rabbit Foot Minstrels, le enseñó a tocar el saxo y, siendo adolescente, permitió que se uniese a la misma durante los veranos. Más tarde, tocaría también con otras orquestas como las de Ma Rainey y Kaiser Marshall.  
En 1932 se instala en Filadelfia y se une a la orquesta de Charlie Gaines. Tres años después se traslada a Nueva York y allí, en 1936, se incorpora a la Savoy Ballroom Orchestra de Chick Webb, actuando como saxofonista y cantante, en este caso entrando en competencia con Ella Fitzgerald.
Desde 1938 tocó habitualmente en el local Elk's Rendezvous de Harlem y formó un grupo que grabó para Decca primero bajo el nombre Elks Rendezvous Band y en 1939 como Tympany Five, un quinteto con el cual trabaja en el Chitlin' Circuit.
En 1941 graba «I'm Gonna Move to the Outskirts of Town» y vende un millón de copias, y su influencia fue tal que era considerado «un modelo clave para todo artista de color durante 15 años».
Aunque en adelante su popularidad disminuyó, Jordan no dejó de tocar, tanto formando una big band propia como cambiando sucesivamente de discográfica (Aladdín, Mercury, RCA) en un intento de recuperar su sitio en el mundo de la música.

## Muerte
Jordan murió de un ataque al corazón el 4 de febrero de 1975, en Los Ángeles. Está enterrado en el cementerio católico Mt. Olive de St. Louis, Missouri, la ciudad natal de su esposa Martha.

## Legado
Entre los muchos músicos que han versionado sus canciones, BB King tiene entre su repertorio a «Caldonia», «Nobody knows you when you're down and out» y «Let the good times roll», canciones que en 1999 también incluye, junto con otros éxitos de Jordan en un álbum tributo, Let the good times roll: the music of Louis Jordan, con su colaborador habitual Dr John, Earl Palmer, David "Fathead" Newman y Hank Crawford, entre otros.
El Servicio Postal de Estados Unidos presentó a Jordan y su película para Caldonia en 2008 como parte de su homenaje al Vintage Black Cinema. «Los vívidos recuerdos de una época pasada se celebrarán en junio a través de los sellos Vintage Black Cinema, basados en cinco carteles de cine antiguos. Estos carteles, que ponen de relieve el talento de iconos del mundo del espectáculo o documentan el cambio de actitudes y expectativas sociales, tienen hoy en día una finalidad que va más allá de la publicidad y la promoción. Son valiosas piezas históricas que conservan el recuerdo de fenómenos culturales que, de otro modo, podrían haber caído en el olvido. El sello fue diseñado por Carl Herrman, de Carlsbad, California."
El 23 de junio de 2008, la Cámara de Representantes de los Estados Unidos aprobó una resolución presentada por el representante de Arkansas Vic Snyder en honor a Jordan en el centenario de su nacimiento.
El Salón de la Fama del Rock and Roll afirma que dos de los creadores más importantes del rhythm and blues fueron Joe Turner y Louis Jordan con su Tympany Five. Los dos artistas ayudaron a sentar «las bases del R&B en la década de 1940, creando una obra maestra de rhythm & blues tras otra». Stepping away from his rhythm and blues style, Jordan started a big band in the early 1950s that was unsuccessful. El Hall también describe a Jordan como «el padre del rhythm & blues», «el abuelo del rock “n” roll» y «el rey de los Juke Boxes». Otra fuente afirma que con Caldonia (1945), Jordan «ya estaba creando el sonido clásico del rock “n” roll». El Salón de la Fama considera «su clásico “Saturday Night Fish Fry” (1949) como un ejemplo temprano de rap y posiblemente la primera grabación de rock and roll».
La Blues Foundation insinúa que Jordan fue un precursor del R&B: «Louis Jordan fue la mayor estrella afroamericana de su época» y que su «Caldonia» alcanzó «el primer puesto de la lista Race Records, como se conocía antes de llamarse Rhythm & Blues en 1949».

## Discografía
- 1954: Go Blow Your Horn (Part II) (Aladdin)
- 1955: Rock 'n Roll Call (RCA)
- 1962: Louis Jordan & Chris Barber (Black Lion)
- 1963: Hallelujah (Tangerine)
- 1963: Let the Good Times Roll (Decca)
- 1973: I Believe in Music (Black & Blue)
- 1975: Choo Choo Ch Boogie (Philips)
- 1976: Go Blow Your Horn (Score)
- 1979: Louis Jordan Collates (Swinghouse)
- 1995: Caldonia (Universal Special Products)
- 2003: Jumpin' and Jivin' at Jubilee [en vivo] (Collectors' Choice Music)
- 2003: On the Sunny Side of the Street [en vivo] (Sounds Of Yesteryear)